# Joseph Oklahombi
Joseph Oklahombi, né le 1er mai 1895 dans les Kiamichi Mountains (en) en Oklahoma et mort le 13 avril 1960, est un Amérindien Choctaw qui aurait eu un rôle clé dans l'obtention de la nationalité américaine pour l'ensemble des Amérindiens des États-Unis ayant reçu la plus haute distinction militaire française en 1918.
Il est engagé dans l'armée américaine, dans la 36e division d'infanterie et participe au conflit de la Première Guerre mondiale sur le front français en tant que code talker. 
En octobre 1918, à la bataille de Blanc-Mont, à Saint-Étienne-à-Arnes, lui et son unité (141e régiment d'infanterie) neutralisent un nid de mitrailleuses allemandes et capturent 171 soldats ennemis. Joseph Oklahombi sera décoré de la Croix de Guerre, par le général Pétain, lui même.
Avant 1924, un tiers des Amérindiens n'étaient pas des citoyens américains. Ils ne pouvaient obtenir la nationalité américaine que sous certaines conditions, comme celle d'avoir servi honorablement ce pays dans les forces armées, ou s'ils vendaient leur lopin de terre qui leur avait été accordé dans une réserve.
Jeffrey Sanders, professeur d'études amérindiennes à l'université d'État du Montana soutient ainsi que ce fait a poussé les États-Unis à accorder la nationalité américaines à tous les Amérindiens : « Voyez vous, il [Joseph Oklahombi] n'avait pas encore été démobilisé, donc il n'était pas encore citoyen américain. Quand le fait fut connu, les États-Unis se trouvèrent extrêmement embarrassés ».